# حساب تدريج الدقة الحر (حوسبة)
حساب دقيق تعسفي (بالإنجليزية : arbitrary-precision arithmetic) أو عمليات الأرقام الكبيرة (بالإنجليزية :bignum arithmetic ) ، هي تسمية للعمليات الحسابية بأرقام كبيرة في المعالج أو داخل وحدة المعالجة المركزية .
المعالجات لديها حدود في التعامل مع الأرقام، هذا بسبب المعمارية ، معالجات x86-32 تستطيع التعامل مع 32 بت في العمليات المنطقية و الحسابية و أقصى رقم تتعامل معه (2^31 − 1) ، أي رقم أكبر لا يمكن للمعالج التعامل معه حسابيا.
الحساب الدقيق التعسفي طريقة يمكن بها إجراء عمليات على أرقام ضخمة في معالجات لم تصنع لفعل ذلك ، لكن على حساب الزمن (ساعة المعالج) ، لأن الطريقة تتطلب تجزئة العدد و حسابه بخوارزميات عديدة للوصول إلى النتيجة  ، بينما لو تتم العملية على معالج بقدرة أكبر من العدد ، فيتطلب خطوة واحدة فقط .